# Liste der indischen Botschafter in Bhutan
Im Januar 1968 entsandte die indische Regierung Brijbir Saran Das als Geschäftsträger nach Bhutan. Dieser residierte in der als India House bezeichneten Jungshina Papierfabrik. 1978 wurde die indische Auslandsvertretung in Thimphu zur Botschaft aufgewertet.

## Liste
| Ernannt / Akkreditiert | Leiter der Mission       | Bemerkungen | ernannt von             | während der Regierung von | Posten verlassen |
| ---------------------- | ------------------------ | --- | ----------------------- | ------------------------- | ---------------- |
| 1968                   | Brajbir Saran Das        | [ 1 ] | Indira Gandhi           | Lhendup Dorji             | 1972             |
| 1972                   | Ashok B. Gokhale         | | Indira Gandhi           | Lhendup Dorji             | 1974             |
| 1974                   | Jagan Nath Khosla        | Gesandter in Prag | Indira Gandhi           | Lhendup Dorji             | 1977             |
| 1977                   | Jagdish Rudraya Hiremath | | Morarji Desai           | Lhendup Dorji             | 1980             |
| 1980                   | Salman Haider            | | Indira Gandhi           | Lhendup Dorji             | 1983             |
| 1983                   | A.N. Ram                 | | Indira Gandhi           | Lhendup Dorji             | 1986             |
| 1986                   | Nareshwar Dayal          | | Rajiv Gandhi            | Lhendup Dorji             | 1989             |
| 1989                   | Vinod C. Khanna          | studierte in Bombay und Oxford, wurde im IFS in beschäftigt und leitete die Abteilung Ostasien von 1985 bis 1988 Botschafter in Jakarta. | Vishwanath Pratap Singh | Lhendup Dorji             | 1991             |
| März 1992              | Pushkar Johari           | | P. V. Narasimha Rao     | Lhendup Dorji             | März 1995        |
| Apr. 1995              | Dalip Mehta              | | P. V. Narasimha Rao     | Lhendup Dorji             | Dez. 1998        |
| Dez. 1998              | Pradeep Kumar Singh      | | Atal Bihari Vajpayee    | Jigme Thinley             | Aug. 2000        |
| 4. Nov. 2000           | Kanwar Singh Jasrotia    | | Atal Bihari Vajpayee    | Yeshey Zimba              | Mai 2005         |
| Juli 2005              | Sudhir Vyas              | | Manmohan Singh          | Sangay Ngedup             | Apr. 2009        |
| Mai 2009               | Pavan K. Varma           | | Manmohan Singh          | Jigme Thinley             | Jan. 2013        |
| 12. Jan. 2013          | V.P Haran                | | Manmohan Singh          | Jigme Thinley             | Juli 2014        |
| Aug. 2014              | Gautam Bambawale         | | Manmohan Singh          | Tshering Tobgay           | Dez. 2015        |
| Jan. 2016              | Jaideep Sarkar           | | Narendra Modi           | Tshering Tobgay           |                  |

## Weblink
- List of Former Ambassadors to Bhutan. Embassy of India Thimphu, Bhutan, abgerufen am 14. Februar 2017 (englisch).